# Château-ferme de Moriensart

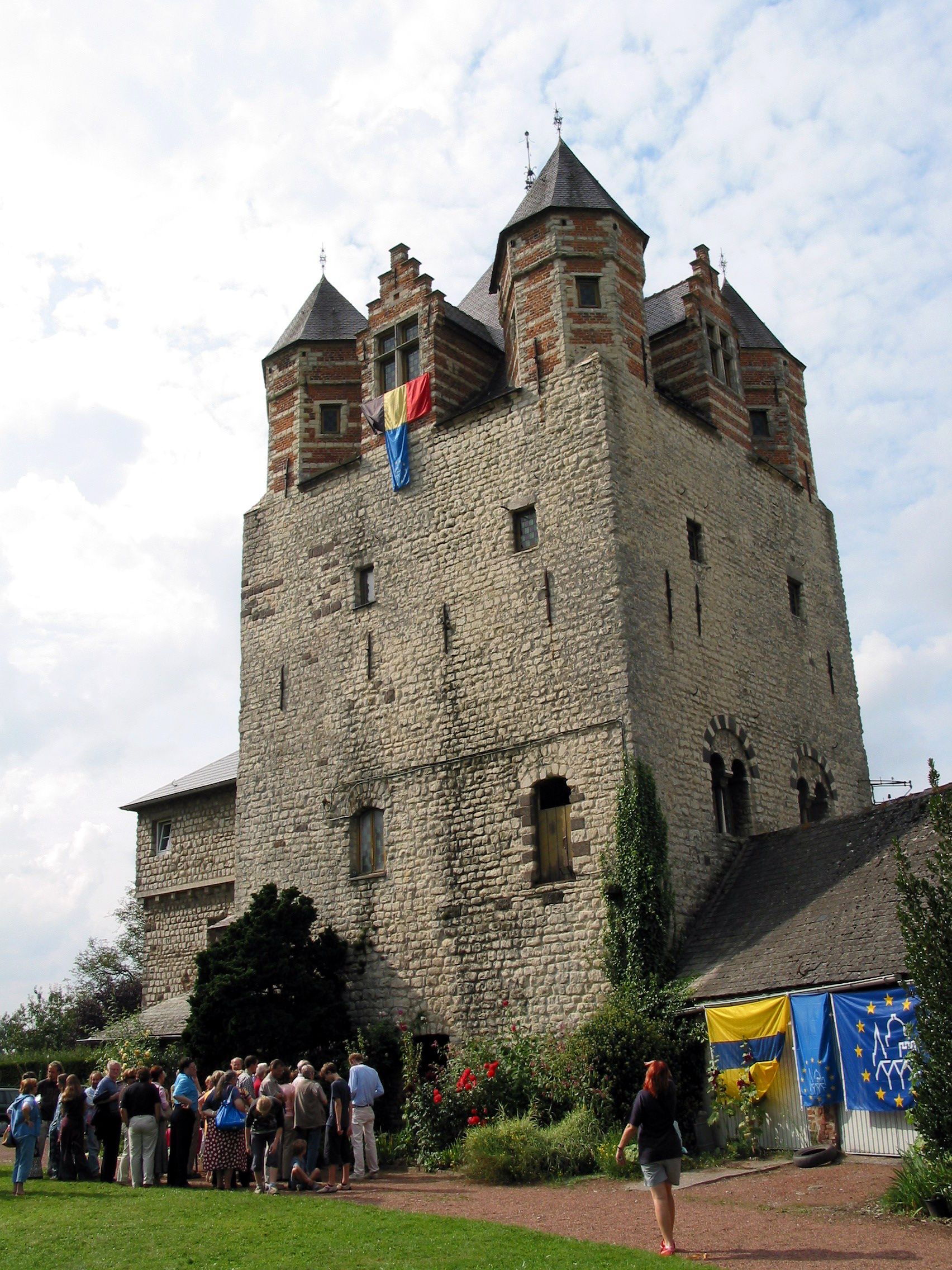
Le donjon

Le château ferme de Moriensart, sis en Wallonie à Céroux-Mousty, un village du Brabant wallon faisant partie de la commune de  Ottignies-Louvain-la-Neuve (Belgique), est un château de plaine belge dont l’origine remonte à la première moitié du XIIIe siècle.

## Histoire
À l’origine une puissante tour romane est construite pour Arnould Ier de Limal vers 1220. 
En 1511, le donjon devient la propriété de la famille Ferry et passe à celle des Le Vasseur au cours du même siècle.
Au  XVIIe siècle, le domaine fortifié passe aux Coloma. Ce sont eux qui couronnent le donjon d’un toit de style gothique de forme pyramidale agrémenté de trois lucarnes à pignon et cantonné de quatre tours d’angle polygonales en briques et pierres bleues. Ils étaient également propriétaires du château de Moriensart à Ransbeek, château dont il ne reste plus rien.
Au XVIIe siècle, des bâtiments formant une basse-cour non fermée sont déjà présents. Ils sont toutefois détruits par un incendie au XVIIIe siècle et reconstruits en fin du même siècle. Au XIXe siècle, ils sont agrandis et prennent à ce moment l’aspect de ferme en carré qu’ils ont gardé jusqu’à ce jour.

## Aujourd'hui
Habité de nos jours comme il l’était jadis, il est un rare exemple de demeure privée en ce type d’édifice dans le Brabant. Alvaux, Walhain, Opprebais, Corbais, Sombreffe lui répondent dans la proximité, mais leurs donjons sont vides.
Le donjon est classé au patrimoine majeur de Wallonie.

## Sources
1. http://www.chateauxdebelgique.eu/brabantW/Moriensart.aspx